# Карл Шефер
Карл Шефер (Беч, 17. мај 1909 — Беч, 23. април 1976) био је аустријски клизач у уметничком клизању, двоструки победник на Зимским олимпијским играма, седмоструки светски првак и осмоструки европски првак.

## Биографија
Карл Шефер је рођен недалеко од познате вештачке ледене поврфшине коју је направио Едуард Енгелман. Са својих 11 година опазио га је тренер Рудолф Куцер и у њему препознао велики таленат.
Осим клизања Шефер је био талентован и у другим стварима. Одлично је свирао виолину, и био је неколико пута аустријски првак у роњењу на дах.
После своје клизачке каријере 1936. године, он се пар година одселио у САД, где је радио као тренер. Године 1938. отворио је радњу спортске опреме у Бечу. Године 1940. он и Херта Вехтер (такође тренер уметничког клизања) оснивају "Karl-Schäfer-Eisrevue" .
Године 1943. постао је глумац и глуми у филму "Der weiße Traum" (Бели сан).
После Другог светског рата Шефер је учествовао у реизрадњи Енгелмановог клизалишта, и од 1946.је ту тренирато троје младих клизача.
Између 1956. и 1962. је поново у САД где је радио као тренер, али од 1962. се враћа у Беч и живи тамо до смрти.
Био је ожењен Кристином Енгелман, најмлађом ћерком Едуард Енгелмана.

## Резултати у уметничком клизању

### Зимске олимпијске игре
- 1928. — 4
- 1932. — 1
- 1936. — 1

### Светско првенство
- 1927. — 3
- 1928. — 2
- 1929. — 2
- 1930. — 1
- 1931. — 1
- 1932. — 1
- 1933. — 1
- 1934. — 1
- 1935. — 1
- 1936. — 1

### Европско првенство
- 1927. — 3
- 1928. — 2
- 1929. — 1
- 1930. — 1
- 1931. — 1
- 1932. — 1
- 1933. — 1
- 1934. — 1
- 1935. — 1
- 1936. — 1